# Itirapuã
Itirapuã este un oraș în São Paulo (SP), Brazilia.